# Wieliczna (województwo dolnośląskie)
Wieliczna – osada w Polsce położona w województwie dolnośląskim, w powiecie strzelińskim, w gminie Przeworno.
W latach 1975–1998 miejscowość administracyjnie należała do województwa wałbrzyskiego.
W lasach otaczających Wieliczną przez długi czas były toczone działania wojenne. Do dziś znajduje się tam mnóstwo okopów, są też groby powstańców.